# Kosmos 2251
Kosmos 2251 byla ruská vojenská telekomunikační družice typu Strela-2M. Byla vypuštěna na oběžnou dráhu z Kosmodromu Pleseck dne 16. června 1993. Družice byla aktivní dva roky.
10. února 2009 v 16:55 GMT se srazila s telekomunikační družicí Iridium 33. V důsledku srážky se obě družice roztříštily na velké množství úlomků.